# Hans-Henning Schröder
Hans-Henning Schröder (* 1949) ist ein deutscher Politikwissenschaftler.
Hans-Henning Schröder war bis April 2014 als wissenschaftlicher Direktor am Deutschen Institut für internationale Politik und Sicherheit in Berlin tätig und lehrte Politikwissenschaft (regionale Politikanalyse mit Schwerpunkt Osteuropa) an der Freien Universität Berlin. Zu seinen Arbeitsschwerpunkten gehören der politische und gesellschaftliche Wandel in Russland seit 1991 mit Schwerpunkt auf Eliten sowie sowjetische und russische Außen- und Sicherheitspolitik. Er ist Mitglied des Boards des „Bertelsmann Transformation Index“ (BTI) und Mitherausgeber der „Russland-Analysen“ und des „Russian Analytical Digest“.